# Минобэ, Рёкити
Рёкити Минобэ (яп. 美濃部 亮吉 Minobe Ryōkichi, 5 февраля 1904 — 24 декабря 1984) — японский политический деятель, губернатор Токио с 23 апреля 1967 до 24 декабря 1979 года. Одна из самых узнаваемых фигур социалистического движения в современной истории Японии.

## Семья, образование и работа
Рёкити Минобэ родился и прожил в Токио. Его отец Тацукити Минобэ был известным учёным-конституционалистом, а его мать Тамико — старшей дочерью математика, педагога и политика Дайроку Кикути.
Минобэ окончил юридический факультет Императорского университета Токио в 1927 году; на экономическом факультете он учился у экономиста-марксиста Оути Хёэ (наряду с еще Хироми Арисавой они после войны будут советниками премьер-министра Хаято Икэды).
Минобэ читал лекции на факультете сельского хозяйства с 1929 по 1932 год. В 1935 году он получил должность преподавателя в Университете Хосэй. В 1938 году был арестован во время «инцидента Народного фронта» и был вынужден уйти со своей работы.
В 1945 году Минобэ стал редактором газеты «Майнити симбун». Он был назначен главой Статистического управления Кабинета министров в 1946 году.
В 1949—1967 годах работал профессором Токийского педагогического университета, в 1952 году также стал директором департамента статистических стандартов; кроме того, был комментатором телеканала NHK.

## Губернатор Токио
В 1967 году Минобэ баллотировался на пост губернатора Токио в качестве единого кандидата от Социалистической и Коммунистической партий. Он победил с 44 % голосов двух своих соперников, президента Университета Риккё Масатоси Мацуситу (кандидат от ЛДП и ПДС) и главу Shibusawa Shipping Кенити Абэ (кандидат от Комейто).
Среди его достижений как градоначальника он наиболее известен следующими:
- предоставление бесплатной медицинской помощи и бесплатного общественного транспорта пожилым людям;
- принятие мер по контролю за загрязнением;
- перевод улиц в районах с интенсивным движением транспорта в пешеходные;
- прекращение государственной поддержки гоночных трасс арены Коракуэн.

В 1971 году Минобэ был переизбран с большим отрывом, получив 64,77 % голосов и победив кандидата от ЛДП Акиру Хатано. Его выдвижение на выборах 1975 года поначалу было под вопросом из-за разногласий СПЯ и КПЯ вокруг Лиги освобождения Бураку, однако в итоге он решил баллотироваться при поддержке социалистов, коммунистов и Комэйто, чтобы не допустить победы кандидата от ЛДП Синтаро Исихары, уличённого в фашистских тенденциях. Минобэ был переизбран на третий срок с 50,5 % голосов (его побежденный соперник станет губернатором Токио на выборах 1999 года).
Когда Минобэ посещал Китайскую Народную Республику в ноябре 1971 года, ему было поручено передать Чжоу Эньлаю письмо от генсека Либерально-демократической партии Сигеру Хори. Под конец его губернаторства Токио стал городом-побратимом Пекина.
При этом многие из политик Минобэ в отношении Ассоциации северокорейских граждан в Японии (Чхонрён) — группы японских корейцев, связанной с КНДР (Минобэ разрешил им открыть корейскую школу, освобождённую от налогообложения, и сам посетил Пхеньян) — были в итоге отменены Исихарой после раскрытия фактов похищения Северной Кореей японских гражан.

## Позднейшие годы
Минобэ отказался баллотироваться на четвертый срок в 1979 году, но выдвинул свою кандидатуру в Палату советников на выборах 1980 году и получил депутатское место. Он оставался депутатом верхней палаты японского парламента до своей смерти в 1984 году.